# Grand Prix Formule 1 van Maleisië 2003
De Grand Prix Formule 1 van Maleisië 2003 werd gehouden op 23 maart 2003 op het Sepang International Circuit in Sepang.

## Uitslag
| Positie | Nummer | Rijder                | Team               | Ronden | Tijd/Opgave | Startplaats | Punten |
| ------- | ------ | --------------------- | ------------------ | ------ | ----------- | ----------- | ------ |
| 1       | 6      | Kimi Räikkönen        | McLaren - Mercedes | 56     | 1:32:22.195 | 7           | 10     |
| 2       | 2      | Rubens Barrichello    | Scuderia Ferrari   | 56     | +39.286     | 5           | 8      |
| 3       | 8      | Fernando Alonso       | Renault            | 56     | +1:04.007   | 1           | 6      |
| 4       | 4      | Ralf Schumacher       | Williams-BMW       | 56     | +1:28.026   | 17          | 5      |
| 5       | 7      | Jarno Trulli          | Renault            | 55     | +1 Ronde    | 2           | 4      |
| 6       | 1      | Michael Schumacher    | Scuderia Ferrari   | 55     | +1 Ronde    | 3           | 3      |
| 7       | 17     | Jenson Button         | BAR-Honda          | 55     | +1 Ronde    | 9           | 2      |
| 8       | 9      | Nick Heidfeld         | Sauber - Petronas  | 55     | +1 Ronde    | 6           | 1      |
| 9       | 10     | Heinz-Harald Frentzen | Sauber - Petronas  | 55     | +1 Ronde    | 13          |        |
| 10      | 12     | Ralph Firman          | Jordan-Ford        | 55     | +1 Ronde    | 20          |        |
| 11      | 21     | Cristiano da Matta    | Toyota             | 55     | +1 Ronde    | 11          |        |
| 12      | 3      | Juan Pablo Montoya    | Williams-BMW       | 53     | +3 Rondes   | 8           |        |
| 13      | 19     | Jos Verstappen        | Minardi - Cosworth | 52     | +4 Rondes   | 18          |        |
| Ret     | 15     | Antônio Pizzonia      | Jaguar Racing      | 42     | Gespind     | 15          |        |
| Ret     | 18     | Justin Wilson         | Minardi - Cosworth | 41     | Fysiek      | 19          |        |
| Ret     | 14     | Mark Webber           | Jaguar Racing      | 35     | Motor       | 16          |        |
| Ret     | 20     | Olivier Panis         | Toyota             | 12     | Benzinedruk | 10          |        |
| Ret     | 5      | David Coulthard       | McLaren - Mercedes | 2      | Elektriek   | 4           |        |
| Ret     | 11     | Giancarlo Fisichella  | Jordan-Ford        | 0      | Elektriek   | 14          |        |
| Ret     | 16     | Jacques Villeneuve    | BAR-Honda          | 0      | Elektriek   | 12          |        |

## Wetenswaardigheden
- Rondeleiders: Fernando Alonso 13 (1-13), Kimi Räikkönen 40 (14-19; 23-56), Rubens Barrichello 3 (20-22).
- Alonso brak het record van de jongste coureur die een race leidde (21 jaar en 237 dagen). Dit record stond tot de Grand Prix van Japan 2007 toen Sebastian Vettel ruim een jaar jonger was.
- Giancarlo Fisichella zette zijn auto aan de verkeerde kant van de startopstelling, iets wat hem eerder al overkwam in Maleisië, in 2001.  Nadat hij nog vlug zijn fout wist te herstellen door naar de andere startrij te sturen  kwam Fisichella niet meer weg bij de start.

## Statistieken
| Snelste ronde | Michael Schumacher | Scuderia Ferrari | 1:36.412 |

## Noot
- Dit was de eerste pole position, eerste rondes als raceleider en eerste podiumplaats voor Fernando Alonso. Tevens eerste pole position en rondes als raceleider voor een Spaanse coureur.
- Eerste Grand Prix-winst voor Kimi Räikkönen.

1999 · 2000 · 2001 · 2002 · 2003 · 2004 · 2005 · 2006 · 2007 · 2008 · 2009 · 2010 · 2011 · 2012 · 2013 · 2014 · 2015 · 2016 · 2017